# Georgios Chalkidis
Georgios Chalkidis (Ptolemaida, 13 de mayo de 1977) fue un jugador de balonmano griego que jugó de pívot. Fue un componente de la selección de balonmano de Grecia que logró la sexta plaza en los Juegos Olímpicos de Atenas 2004 y en el Campeonato Mundial de Balonmano Masculino de 2005.
Jugó en el Club Balonmano Cantabria en la Liga Asobal.

## Palmarés

### Panellinios Atenas
- Liga de Grecia de balonmano (3): 2000, 2002, 2004
- Copa de Grecia de balonmano (4): 1999, 2001, 2003, 2004

### Wacker Thun
- Liga de Suiza de balonmano (1): 2013
- Copa de Suiza de balonmano (1): 2013

## Clubes
- Panellinios Atenas ( -2004)
- Teka Cantabria (2004-2006)
- MT Melsungen (2006-2007)
- HSG Wetzlar (2007-2012)
- Wacker Thun (2012-2016)